# Istres Ouest Provence Volley-Ball
L'Istres Ouest Provence Volley-Ball è una società pallavolistica femminile francese con sede a Istres: milita nel campionato di Ligue A.

## Storia
L'Istres Sports Volley-Ball fu fondato nel 1995 come parte della stessa polisportiva a cui fa capo la principale squadra di calcio cittadina. È da considerarsi ideale erede dell'Omnisport Istres, prima squadra di pallavolo femminile nella città provenzale, la cui nascita risaliva al 1974. Nel 2000 raggiunse la LNV Pro A, massima categoria del campionato francese di pallavolo.
Nel 2007 la squadra si è distaccata dalla polisportiva d'origine e ha assunto l'attuale denominazione. Negli ultimi anni ha vissuto una crescita costante, che nel 2008 le ha permesso di raggiungere il quinto posto in Pro A e di conquistare la prima qualificazione a una competizione europea (la Challenge Cup); nel 2009 si è poi qualificata alle semifinali play-off del campionato nazionale.

## Rosa 2015-2016
| N° | Nome                | Ruolo | Data di nascita  | Nazionalità sportiva |
| -- | ------------------- | ----- | ---------------- | -------------------- |
| 1  | Aléxia Joffrin      | S     | 26 ottobre 1994  | Francia              |
| 2  | Tiphaine Sevin      | P     | 24 giugno 1993   | Francia              |
| 3  | Sarah Mantion       | C     | 26 ottobre 1995  | Francia              |
| 4  | Kathleen Luft       | S     | 5 ottobre 1990   | Stati Uniti          |
| 5  | Julieta Lazcano     | C     | 25 luglio 1989   | Argentina            |
| 6  | Odette Ndoye        | S     | 25 agosto 1992   | Francia              |
| 7  | Nicolette Serratore | S     | 11 aprile 1993   | Canada               |
| 8  | Yuranny Romaña      | S/O   | 4 ottobre 1989   | Colombia             |
| 9  | Chloé Domenichini   | P     | 10 gennaio 1997  | Francia              |
| 11 | Bianca Gommans      | S     | 28 marzo 1988    | Paesi Bassi          |
| 12 | Silvana Dascalu     | C     | 14 maggio 1994   | Francia              |
| 13 | Moerani Maire       | P     | 28 marzo 1997    | Francia              |
| 14 | Coralie Bourdon     | S     | 3 luglio 1996    | Francia              |
| 15 | Laura Urios         | S     | 15 febbraio 1997 | Francia              |
| 16 | Kassandra Vivien    | S     | 23 dicembre 1997 | Francia              |
| 17 | Inès Teugasiale     | C     | 18 agosto 1996   | Francia              |
| 18 | Evelyn Lourenco     | L     | 6 febbraio 1981  | Brasile              |
| 20 | Clémence Rouchon    | L     | 17 maggio 1997   | Francia              |